# 瓦濟
瓦濟是波蘭的城鎮，位於該國南部，距離首府卡托維茲22公里，由西里西亞省負責管轄，面積8.75平方公里，2006年人口7,139。第二次世界大戰期間，納粹德國在1939年9月至1945年1月期間佔領該鎮。

## 外部連結
- Jewish Community in Łazy （页面存档备份，存于） on Virtual Shtetl
- Łazy war cemetery (in Polish)